# グーチョキパー
『グーチョキパー』は、1964年6月6日から1968年9月14日までフジテレビ系列局で3期にわたって放送されていたテレビドラマシリーズである。第3シリーズにあたる1967年5月6日放送分からは『新・グーチョキパー』と題して放送されていた。いずれもフジテレビと東宝の共同製作。野田醤油 → キッコーマン醤油（現・キッコーマン）の一社提供。放送時間は毎週土曜 19:30 - 20:00 （日本標準時）。

## 内容
近代的な雰囲気の一家を主役に据えたホームコメディシリーズで、彼らが当時の日本の環境下で起きうる問題点を広い視野で捉えていくことをコンセプトにしていた。第1シリーズでは評論家のパパと女医のママを持つ「荒岩家」、第2シリーズではパパが医者の「大藪家」、第3シリーズではパパが漫画家の「田子家」という設定になっている。

## 出演者

### 第1シリーズ
- パパ（評論家）：小島正雄
- ママ（女医）：木暮実千代
- 太（次男、小学生）：小山伸一
- キーコ（長女、高校生）：南弘子
- お兄さん（長男、大学生）：林与一

### 第2シリーズ
- パパ（医者）：小山田宗徳
- ママ：中村メイコ
- 太（長男）：小山伸一
- 桜（長女）：ジュディ・オング
- 平おじさん（パパの弟）：太田博之
- ブーおばちゃん（パパの妹）：南弘子
- 医院の看護婦：桜むつ子

### 第3シリーズ（新・グーチョキパー）
- 八郎（パパ、漫画家）：谷幹一
- 澄子（ママ）：中村メイコ
- 昇（長男）：小山伸一
- マリ（長女）：工藤富子

## スタッフ
- 脚本：キノトール
- 演出：戸国浩器
- 音楽：広瀬健次郎
- 撮影技術：秋場たけお
- 美術：妹尾河童
- 制作：フジテレビ、東宝

## 主題歌
「グーチョキパー」
作詞：神吉拓郎 / 作曲：広瀬健次郎
歌：中島そのみ